# Ich Troje
Ich Troje je polská pop-rocková skupina založená 3. listopadu 1995 v Lodži. Skupina zpívá nejvíce polsky, ale také můžeme slyšet písničky zpívané anglicky, francouzsky, německy, italsky a rusky. Skupina dvakrát reprezentovala Polsko na Eurovision Song Contest. Od roku 2002 do roku 2006 to byla nejpopulárnější polská kapela.

## Historie

### Počátky kariéry
Prvních pět let své existence byly Ich Troje prakticky neznámou kapelou. Během tohoto období skupina nahrála čtyři alba. V tomto období kapela vystupovala v sestavě: Michal Wisniewski, Jacek Lagwa a Magda Femme. V roce 2001 Magda Femme odešla na sólovou kariéru a na její místo nastoupila talentovaná Justyna Majkowská se kterou skupina nahrála dvě průlomové desky: Ad. 4 i Po piąte... a niech gadają. Justyna také nazpívala písničky na Best of, které původně zpívala Magda Femme.

### 2001–2002
Skupina začala být populární díky písničce „Powiedz“, která vyšla na albu Ad.4. S touhle písní skupina vyhrála první místo na festivalu v Opoli. Díky tomuto úspěchu reprezentovala skupina Polsko na švédském festivalu Karlsmahn, na kterém opět vyhrála první místo. V tomhle období vystupovala skupina skoro každé dva týdny v různých pořadech v televizi. Díky tomu si získala obrovskou popularitu napříč generacemi.

### 2003
V roce 2003 byla skupina nominována do Eurovision Song Contest – zajímavé na tom je, že byla nominována jak ze strany Němců, tak ze strany Poláků. Skupina reprezentovala Polsko s polsko-německou písní „Żadnych granic-Keine Grenzen“. S touto skladbou se Ich Troje dostalo do finále, kde obsadili 8. místo. O týden později reprezentovali Německo pod názvem Troje se skladbou „Liebe macht Spaß“ se kterou obsadili 6. místo. Po Eurovizi se popularita v Polsku zněkolikanásobila. Skupina nahrála německy zpívanou desku Keine Grenzen – což pobouřilo polské fanoušky a Michal musel slíbit, že hlavním jazykem bude polština (většina desek Ich Troje je nazpívaná polsky). Díky desce Keine Grenzen skupina hojně vystupuje v Německu a získává si tam obrovskou popularitu, což ovšem zavinilo odchod Justyny ze skupiny – uměla pouze trochu německy. Na její místo nastoupila Anna Świątczak.

### 2004–2006
Skupina oficiálně ukončila svoji činnost 31. prosince 2004. Roku 2005 se po vyhlášení cen na festivalu Sopot Ich Troje vrátila na scénu. Do skupiny se vrátily Justyna Majkowská a Magda Femme. V roce 2006 byla skupina opět nominována na Eurovision Song Contest, kde vystoupila s písní „Follow My Heart“, se kterou získala 11. místo.

### 2007
Roku 2007 skupina zpětně uspořádala koncert k 10 rokům své existence.